# Blümcke Knoll
Der Blümcke Knoll (in Argentinien Promontorio Blümcke) ist ein rund 500 m hoher Hügel mit steilen Flanken, der aus dem Eisschild 17,5 km südwestlich des Mount Vélain im Norden der westantarktischen Adelaide-Insel aufragt.
Luftaufnahmen der US-amerikanischen Ronne Antarctic Research Expedition (1947–1948) und der britischen Falkland Islands and Dependencies Aerial Survey Expedition (1956–1957) dienten seiner Kartierung. Das UK Antarctic Place-Names Committee benannte ihn 1960 nach dem deutschen Glaziologen Adolf Blümcke (1854–1914).